# Passy (Yonne)
Passy ist eine französische Gemeinde mit 329 Einwohnern (Stand: 1. Januar 2022) im Département Yonne in der Region Bourgogne-Franche-Comté. Die Gemeinde gehört zum Arrondissement Sens und zum Kanton Villeneuve-sur-Yonne.

## Geographie
Passy liegt neun Kilometer südlich von Sens an der Yonne. Umgeben wird Passy von den Nachbargemeinden Véron im Norden, Villeneuve-sur-Yonne im Süden und Osten sowie Marsangy im Westen.

## Bevölkerungsentwicklung
| 1962                       | 1968 | 1975 | 1982 | 1990 | 1999 | 2006 | 2012 | 2018 |
| -------------------------- | ---- | ---- | ---- | ---- | ---- | ---- | ---- | ---- |
| 188                        | 169  | 219  | 197  | 223  | 301  | 303  | 349  | 341  |
| Quellen: Cassini und INSEE |      |      |      |      |      |      |      |      |

## Sehenswürdigkeiten
- Kirche Saint-Jacques-le-Mintur
- Schloss Passy
- Nekropole von Passy (archäologische Grabungsstätte), Prototyp der Nekropole vom Typ Passy (jungsteinzeitliche Nekropole Le Cerny)

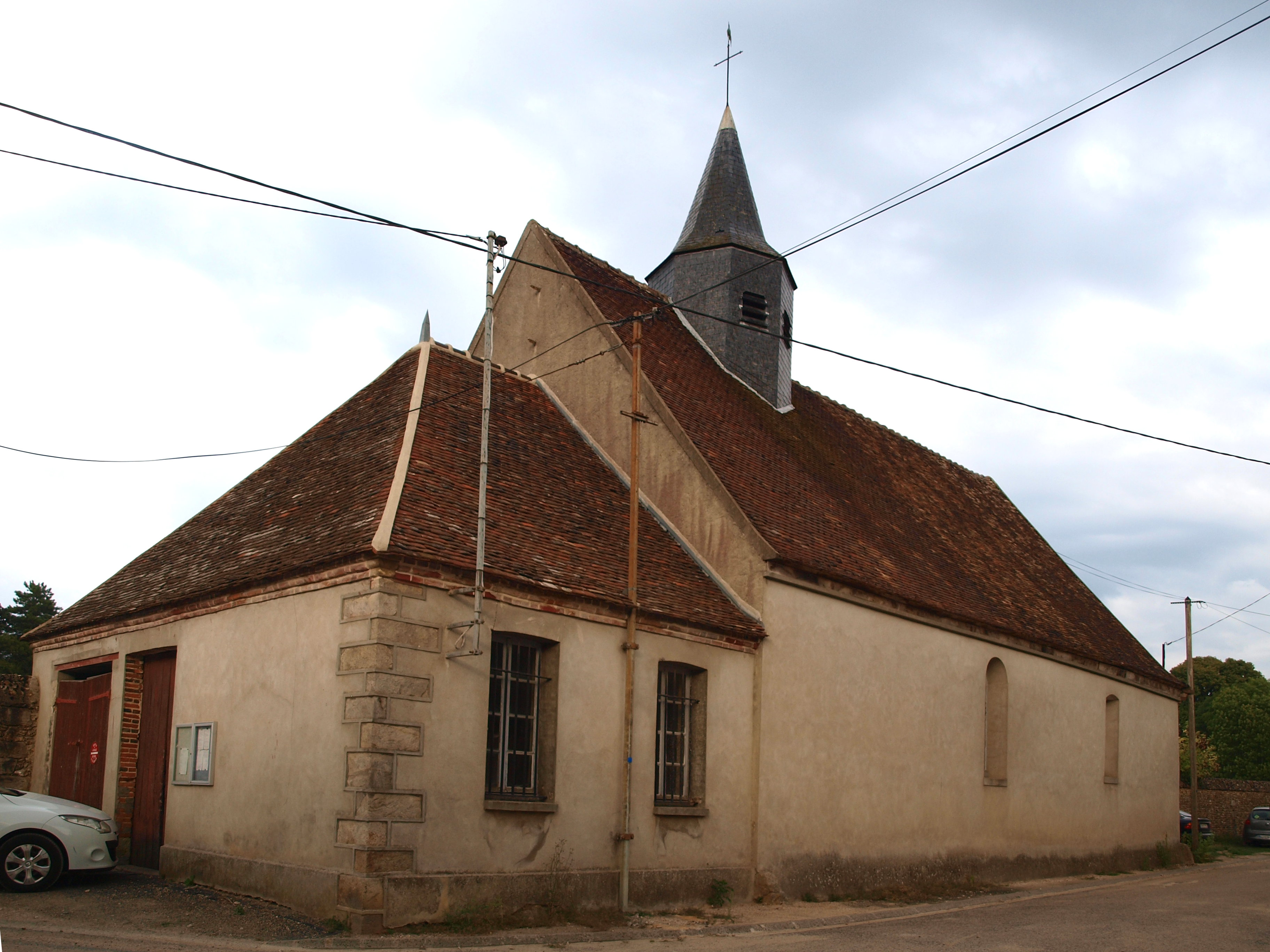
Kirche Saint-Jacques-le-Mineur

- Brunnen